# Turiec (Waag)
Turiec (deutsch Turz, ungarisch Turóc) ist ein Fluss in der Mittelslowakei.
Er fließt in der nördlichen Mittelslowakei. Er entspringt in den Kremnitzer Bergen (slowakisch Kremnické vrchy, Teil der Großen Fatra – Veľká Fatra) beim Ort Horný Turček (seit 1951 Ortsteil von Turček) und fließt dann Richtung Norden, vorbei an den Städten Turčianske Teplice und Martin und mündet bei Vrútky in die Waag. Seine Länge beträgt 66,3 Kilometer.